# Luka Elsner
Luka Elsner, slovenski nogometaš in trener, * 2. avgust 1982,  Ljubljana.
Elsner je večji del kariere igral za Domžale v slovenski ligi, kjer je med letoma 2004 in 2012 odigral 227 prvenstvenih tekem in dosegel pet golov. Kariero je začel pri francoskem klubu US Cagnes, del sezone 2009/10 pa je igral tudi za Austria Kärnten.
Za slovensko reprezentanco je edinkrat igral 26. maja 2008 na prijateljski tekmi proti švedski reprezentanci.
Po končani karieri je v Domžalah ostal kot pomočnik trenerja, avgusta 2013 pa je bil imenovan na mesto glavnega trenerja, zamenjal je Stevana Mojsilovića. 2. septembra 2016 je postal trener Olimpije. 9. marca 2017 ga je po dveh zaporednih porazih zamenjal Marijan Pušnik.
Tudi njegov dedek Branko, oče Marko in brat Rok so oziroma so bili nogometaši.